# وسینا
وسینا (به لاتین: Vasiana) یک سکونتگاه مسکونی در ماداگاسکار است که در واکینانکاراترا واقع شده‌است.

## خصوصیات
وسینا ۱۲٬۰۰۰ نفر جمعیت دارد و ۸۸۷ متر بالاتر از سطح دریا واقع شده‌است.